# Armored Core: Project Phantasma
Armored Core: Project Phantasma es un videojuego de 1997 para la PlayStation. Este es parte de la serie Armored Core.

## Trama
Un Raven que opera fuera de la ciudad de Isaac recibe una petición inusual. No sólo es la solicitud tanto indefinida y secreta, declarando simplemente: "Infíltrese en el complejo urbano subterráneo, Corona de Ámbar" sino que también ignora los canales normales de comunicación y es enviado directamente al Raven en cuestión, sin que nadie vea el mensaje. No es mencionado el nombre del remitente o afiliación corporativa, pero la recompensa monetaria prometida es masiva. A causa de la cantidad, la misión será obviamente muy peligrosa, pero los Ravens no son del tipo de huir de cualquier desafío. Con el interés picado, el Raven sube en el corazón armado (Armored Core - AC) y va hacia la Corona de Ámbar.

## Escenario
- Amber Crown - Un complejo subterráneo mediano, gran parte de los cuales han caído en mal estado. Persisten los rumores de que un sombrío grupo de investigación, conocido solamente como "Doomsday Organization", aprovecha las partes descuidadas de la ciudad y los usa como sitios para construir y hacer funcionar sus instalaciones.
- Doomsday Organization - Envuelto en el misterio, se rumorea que esta llamada organización de investigación es el beneficiario del apoyo financiero aportado por un conglomerado de empresas y la fuerza impulsora detrás de ""Project Phantasma".
- Project Phantasma - El nombre en código presumido ser adjudicado a un proyecto de desarrollo confidencial engranado hacia creación de un nuevo tipo de sistema de armas. La pequeña información que existe en cuanto a "Phantasma" apunta a un grupo conocido como Doomsday Organization y extraños sucesos en la Corona Ámbar.
- Sumika - Una Raven femenina operando en la Corona de Ámbar quien fue capturada por la Doomsday Organization. Ella se suponía que iba a servir como un objeto de prueba dispuesto por el misterioso proyecto Phantasma, pero escapó justo a tiempo, y regresó para vengarse. Sumika es el jugador principal del cliente y el socio a lo largo del juego. Ella es piloto de un único AC color rosa y blanco conocido como "Ariake", que es ligeramente blindado, muy móvil y usa una ametralladora de luz (ahora conocido como PIXIE3) como su única arma. Ella está completamente contra la Doomsday Organization y de todos sus motivos.
- Stinger - Un "irregular" Raven que trabaja para la Organización Doomsday en el Proyecto Phantasma. Stinger sirve como el jugador principal del antagonista. Su personalidad maníaca e inestabilidad mental le hacen una amenaza muy peligrosa. Stinger pilotea a un blanco de encargo, un AC gris y morado llamado "Vixen", que utiliza un potente rifle de energía (ahora conocido como DRAGON) y una espada especial de doble hoja de energía (TAROS).

## Serie de videojuegos deArmored Core
| Nombre                          | Año  |  |
| ------------------------------- | ---- |  |
| Amored Core                     | 1997 |  |
| Armored Core: Project Phantasma | 1997 |  |
| Armored Core: Master of Arena   | 1999 |  |
| Armored Core 2                  | 2000 |  |
| Armored Core 2: Another Age     | 2001 |  |
| Armored Core 3                  | 2002 |  |
| Silent Line: Armored Core       | 2003 |  |
| Armored Core: Nexus             | 2004 |  |
| Armored Core: Nine Breaker      | 2004 |  |
| Armored Core: Formula Front     | 2004 |  |
| Armored Core: Last Raven        | 2005 |  |
| Armored Core 4                  | 2006 |  |
| Armored Core: for Answer        | 2008 |  |

- Datos: Q2450676